# Bodotriidae
Bodotriidae es una familia de cumáceos.

## Géneros
- Alticuma
- Apocuma
- Atlantocuma
- Austrocuma
- Bacescuma
- Bathycuma
- Bodotria
- Cumopsis
- Cyclaspis
- Cyclaspoides
- Eocuma
- Gaussicuma
- Gephyrocuma
- Gigacuma
- Glyphocuma
- Heterocuma
- Hypocuma
- Iphinoe
- Leptocuma
- Mancocuma
- Mossambicuma
- Paravaunthompsonia
- Picrocuma
- Pomacuma
- Pseudocyclaspis
- Pseudoleptocuma
- Pseudopicrocuma
- Pseudosympodomma
- Scyllarocuma
- Speleocuma
- Spilocuma
- Sympodomma
- Upselaspis
- Vaunthompsonia
- Zenocuma